# Jassargus
Jassargus är ett släkte av insekter som beskrevs av Aleksey A. Zachvatkin 1933. Jassargus ingår i familjen dvärgstritar.

## Dottertaxa tillJassargus, i alfabetisk ordning[1][2]
- Jassargus allobrigicus
- Jassargus allobrogicus
- Jassargus alpinus
- Jassargus avennicus
- Jassargus bicorniger
- Jassargus bispinatus
- Jassargus bisubulatus
- Jassargus bucerus
- Jassargus caucasicus
- Jassargus cordiger
- Jassargus curvatus
- Jassargus cylindrius
- Jassargus danielssoni
- Jassargus dentatus
- Jassargus distinguendus
- Jassargus falleni
- Jassargus firmus
- Jassargus flori
- Jassargus geresensis
- Jassargus heptapotamicus
- Jassargus infirmus
- Jassargus japheticus
- Jassargus lagrecai
- Jassargus latinus
- Jassargus lunaris
- Jassargus obtusivalvis
- Jassargus paleaceus
- Jassargus parallelus
- Jassargus prometheus
- Jassargus pseudocellaris
- Jassargus recens
- Jassargus refractus
- Jassargus remanei
- Jassargus remotus
- Jassargus repletus
- Jassargus sursumflexus
- Jassargus svaneticus
- Jassargus ukrainicus